# Ahalský region

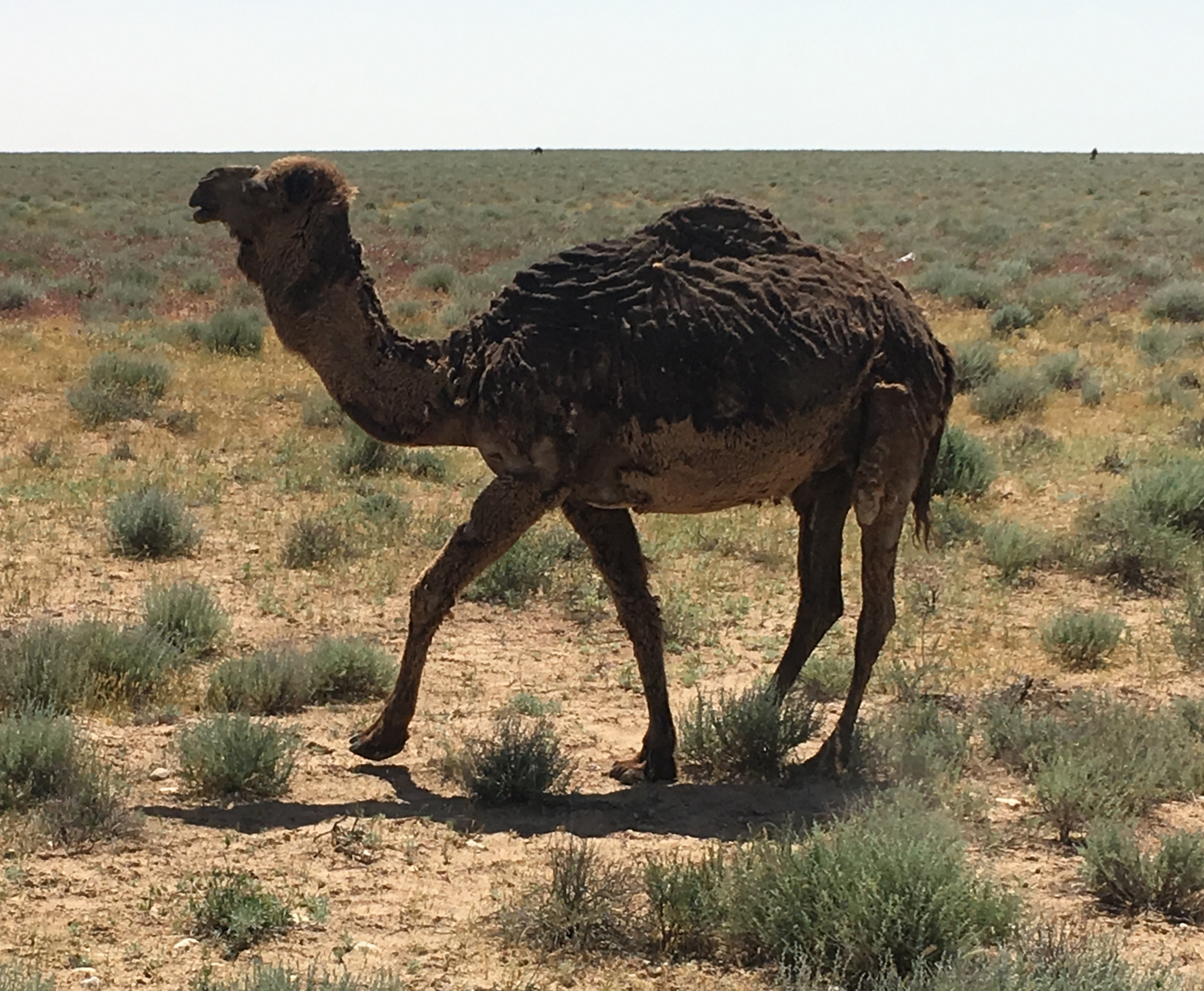
Fotografie velblouda u dálnice M37 v poušti Karakum

Ahalský region (turkmensky Ahal welaýaty, z perského آخال, Axāl, rusky Ахалский велаят, Achalskij velajat) je jeden z pěti regionů Turkmenistánu. Nachází se v jižní části země na hranici s Íránem a Afghánistánem podél pohoří Kopet Dag. Jeho rozloha je 97 160 km2 a jeho počet obyvatel je 939 700 (odhad z roku 2005).
V roce 2000 tvořil Ahalský region 14 % obyvatelstva Turkmenistánu, 11 % celkového počtu zaměstnaných, 23 % zemědělské produkce (podle hodnoty) a 31 % celkové průmyslové výroby v zemi.
Ahalské zemědělství je zavlažováno Karakumským kanálem, který se táhne napříč celým regionem od východu na západ a protíná jižní hranici Turkmenistánu. Dalším zdrojem vody je řeka Tedžen, která teče severně od Afghánistánu v jihovýchodním cípu provincie a protéká dvěma velkými nádržemi jižně od města Tedžen.
Ahalský region je známý bitvou u Geok-Tepe z roku 1881, kde se dnes nachází impozantní mešita Saparmurat Hadži, a podzemním teplým jezerem Bäherdenu (v krasové jeskyni Kov Ata), obojí západně od Ašchabadu.
Správním střediskem Ahalského regionu je Arkadag, město za 1,5 miliardy dolarů postavené převážně na zelené louce západně od hranice hlavního města Ašchabadu. Město bylo pojmenováno na počest bývalého prezidenta Gurbangulyho Berdimuhamedowa, jehož oficiální přezdívka je Arkadag. Hlavním městem bylo do 20. prosince 2022 Änew (nebo Anau), město na jihovýchodním okraji Ašchabadu. Jedním z dalších významných měst je Tejen na jihovýchodě poblíž hranic s Maryskou oblastí. Největší turkmenské město Ašchabad je enklávou Ahalského regionu, ale jako hlavní město státu má status rovný statusu regionu a je mimo jurisdikci Ahalského regionu.

## Etymologie
S. Atanijazov napsal:
| „ | Význam jména není jasný. Chivští historikové Munis a Agahi píší, že název znamená „odvodňovací příkop“ a byl tak pojmenován proto, že ahalské pozemky byly bažinaté a vhodné pro pěstování rýže (MITT, II, s. 359)... Vambery naproti tomu píše, že slovo je odvozeno od slova ak [bílý] a přidáním -al (Vambery, s. 264). | “ |
| — | |   |

## Historie
Od starověku až do počátku 19. století byla oblast osídlena persky mluvícími národy. Nisa, která se od roku 2013 je součástí Ašchabadu, byla založena pravděpodobně ve 3. století př. n. l. a byla prvním hlavním městem Parthské říše. Oblast severně od pohoří Kopet Dag tvoří díky odtoku vody z hor oázu, a byla tak zhruba od roku 2000 př. n. l. až do roku 1500 n. l. součástí karavanní trasy Hedvábné stezky.

### Turkmenské období
Britský podplukovník H. C. Stuart v roce 1881 uvedl, že ahalská větev turkmenského kmenu Teke přišla do oblasti kolem roku 1830 a založila několik polokočovných vesnic (auls) mezi dnešním městem Serdar a vesnicí Gäwers. Oblast Ahalu byla formálně součástí Persie, ale de facto autonomní pod kontrolou turkmenských kmenů, dokud ruská vojska neporazila armádu Teků v bitvě u Geok-Tepe v lednu 1881.

### Sovětské období
Původním názvem Ašchabadská oblast v turkmenštině (rusky Ашхабадская область, cyrilicí turkmensky Ашгабат областы), byl původně vytvořen 21. listopadu 1939, zrušen 25. května 1959 a znovu obnoven 27. prosince 1973. V roce 1977 byl Ašchabadské oblasti udělen Leninův řád.

### Nezávislý Turkmenistán
Dne 14. prosince 1992 přijala Lidová rada (turkmensky Maslahaty) zákon č. 783-ХП „O řádu rozhodování o otázkách administrativně-teritoriálního uspořádání Turkmenistánu“ a usnesení XM-6. Tyto zákony změnily ruské slovo oblast' (область), které se v turkmenské cyrilici překládá jako област, na perskou výpůjčku slova welaýat (vilájet) ve vztahu k provinciím. Usnesení přejmenovalo Ašcahbadskou oblast (rusky: Ашгабатская область, turkmenskou cyrilicí: Ашгабат областы) na Ahal welaýaty (Ahalský region). Za hlavní město Ahalského regionu bylo určeno Anau. 20. prosince 2022 bylo hlavní město přesunuto do nového města Arkadag.

## Administrativní dělení

### Okresy
Od 5. ledna 2018 se Ahalský region (Ahal welaýaty) dělí na 7 okresů (etrap, množné číslo etraplar):
1. Ak bugdaý (dříve Gäwers)
2. Babadaýhan (dříve Kirov)
3. Bäherden (dříve Baharly)
4. Gökdepe
5. Kaka
6. Sarahs
7. Tejen

### Obce
K 9. listopadu 2022 zahrnovala oblast 9 velkoměst (города nebo şäherler), 9 měst (посёлки nebo şäherçeler), 82 venkovských nebo vesnických rad (сельские советы nebo geňeşlikler) a 231 vesnic (села, сельские населенные пункты nebo obalar).
- Altyn Asyr
- Änew
- Arkadag
- Babadaýhan
- Bäherden
- Gökdepe
- Kaka
- Sarahs
- Tejen

Od května 2013 byly okres Ruhabat a město Abadan (dnes Büzmeýin), které do té doby patřily do Ahalského regionu, začleněny do města Ašchabad a zrušeny jako samostatné obce. V lednu 2018 byl v Ahalském regionu obnoven okres Babadaýhan a potvrzeny okresy Kaka, Tejen a Sarahs. Stejným dekretem byl obnoven dřívější název velkoměsta Baharly, Bäherden, a zrušen okres Altyn Asyr.
Dne 9. listopadu 2022 bylo nové město Arkadag formálně zapsáno jako nové hlavní město regionu a získalo status okresu.

## Ekonomika

### Zemědělství

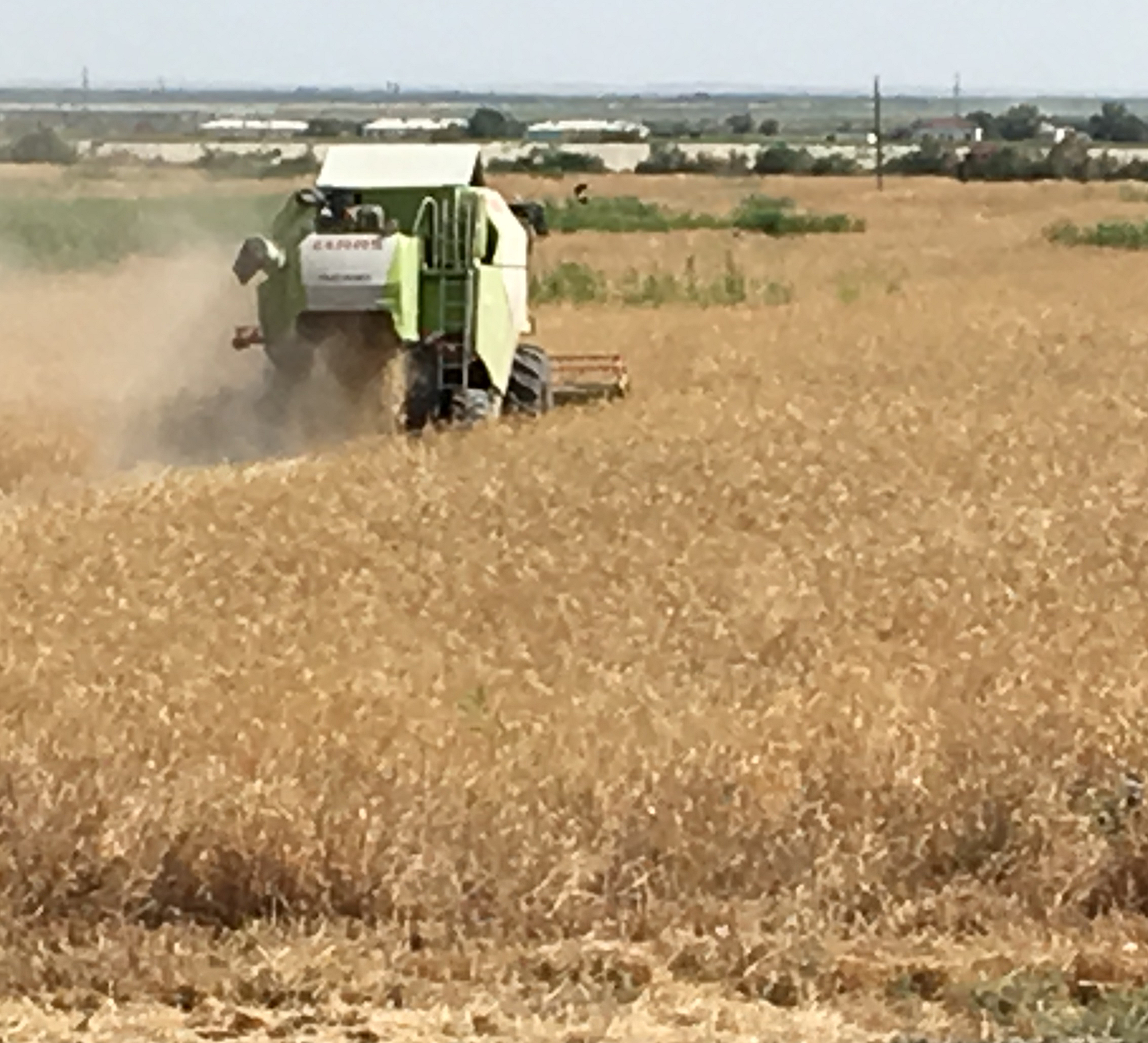
Kombajn značky Claas sklízící pšenici v Ahalském regionu

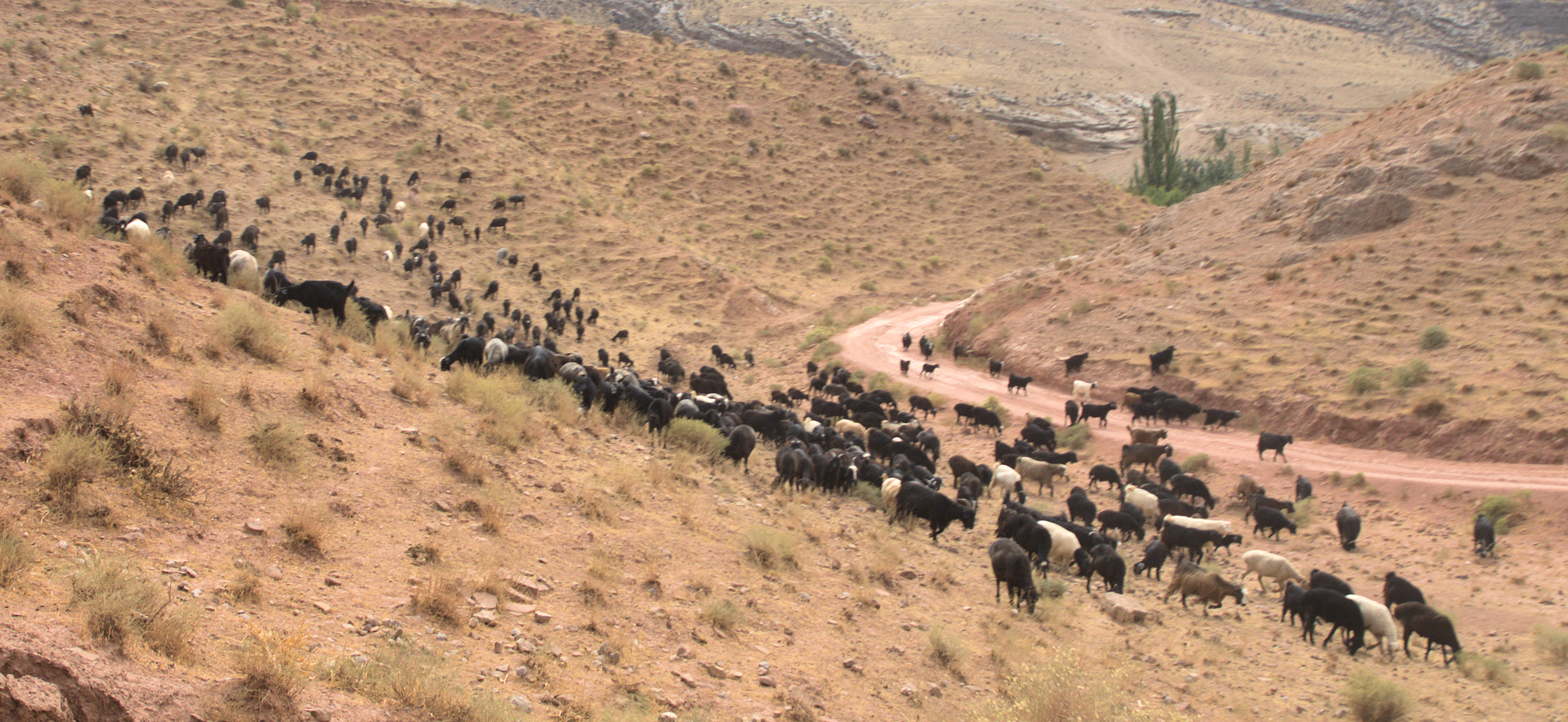
Smíšené stádo koz a ovcí pasující se na svahu v Ahalském regionu.

Ahalský region produkuje pšenici a bavlnu. Bavlna vypěstovaná v Ahalském regionu se vyzrňuje v továrnách v Akdepe, Gökdepe, Kaka a Tejenu a spřádá se na bavlněnou přízi v továrnách v Ašchabadu, Gökdepe a Kaka. Textilní komplexy se nacházejí v Ašchabadu, Akdepe (Bäherden), Gökdepe a Kaka.
Bavlníková semena se drtí pro extrakci oleje a šrotu v závodě Ahal Vegetable Oil Enterprise poblíž Ovadandepe. Byl otevřen 17. května 2010 s projektovanou kapacitou na zpracování 96 000 tun bavlníkového semene ročně, s denní produkcí 50 tun bavlníkového oleje, 10 tun margarínu, 140 tun bavlníkového šrotu a 70 tun sójových slupek.
| Plocha a produkce vybraných plodin v Ahalském regionu (2017–2019) | Plocha a produkce vybraných plodin v Ahalském regionu (2017–2019) | Plocha a produkce vybraných plodin v Ahalském regionu (2017–2019) | Plocha a produkce vybraných plodin v Ahalském regionu (2017–2019) | Plocha a produkce vybraných plodin v Ahalském regionu (2017–2019) | Plocha a produkce vybraných plodin v Ahalském regionu (2017–2019) | Plocha a produkce vybraných plodin v Ahalském regionu (2017–2019) |
| Věc                                                               | plocha (v tis. hektarů)                                           | plocha (v tis. hektarů)                                           | plocha (v tis. hektarů)                                           | výroba (v tis. tun)                                               | výroba (v tis. tun)                                               | výroba (v tis. tun)                                               |
| Rok                                                               | 2017                                                              | 2018                                                              | 2019                                                              | 2017                                                              | 2018                                                              | 2019                                                              |
| ----------------------------------------------------------------- | ----------------------------------------------------------------- | ----------------------------------------------------------------- | ----------------------------------------------------------------- | ----------------------------------------------------------------- | ----------------------------------------------------------------- | ----------------------------------------------------------------- |
| Obiloviny a luštěniny                                             | 240,8                                                             | 216                                                               | 219,6                                                             | 491,1                                                             | 345,4                                                             | 504,6                                                             |
| Bavlna                                                            | 120                                                               | 120                                                               | 120                                                               | 246,7                                                             | 232,1                                                             | 222,5                                                             |
| Zelenina                                                          | 7,6                                                               | 7                                                                 | 7,1                                                               | 227,4                                                             | 223,1                                                             | 233,5                                                             |

### Průmysl
28. června 2019 byla v Ovadandepe v okrese Gökdepe uvedena do provozu továrna na výrobu benzínu ze zemního plynu v hodnotě 1,7 miliardy dolarů. Továrna, kterou postavily společnosti Rönesans a Kawasaki s využitím technologie společnosti Haldor Topsoe, má projektovanou kapacitu 600 000 tun benzínu, 12 000 tun motorové nafty a 115 000 tun zkapalněného plynu ročně, který se vyrábí z 1,7 miliardy metrů krychlových zemního plynu.
V roce 2019 vyrobil Turkmenistán 5,1 milionu standardních metrů čtverečních (tloušťka 4 mm) tabulového skla, vše v Ahalském regionu. Ve městě Ovadandepe severně od Ašchabadu byl 14. února 2018 otevřen závod na výrobu plaveného skla a skleněných obalů za 375 milionů dolarů, který postavila turecká společnost Tepe Inşaat. Nahradila sklárnu ze sovětské éry, která se nacházela v centru Ašchabadu. V roce 2019 činila hodnota turkmenského vývozu skla podle údajů obchodních partnerů 9,5 milionu USD.
Ocelárna Türkmen Demir Önümleri Döwlet Kärhanasy (česky Státní podnik Turkmenské železářské výrobky), která pracuje s kovovým šrotem, se nachází na 22 kilometru automobilové silnice Ašchabad-Dašogúz nedaleko Ovadandepe. Vyrábí především betonářskou výztuž a kanálové železo.
Továrna na výrobu močoviny (karbamidu) v Tejenu za 240 milionů dolarů, která byla slavnostně otevřena 18. března 2005, má projektovanou kapacitu 350 000 tun močoviny ročně.
Cementárna v Bäherdenu, uvedená do provozu v roce 2005, má projektovanou kapacitu jeden milion tun cementu ročně. V roce 2019 továrna v Baherdenu údajně pracovala na 64 % své kapacity. Cementárna Kelete má projektovanou kapacitu jeden milion tun ročně, ale v roce 2019 vyráběla na 8,1 % této úrovně.
Státní elektrárna v Derweze (turkmensky Derweze Döwlet Elektrik Stansiýasy), elektrárna o výkonu 504,4 megawattů postavená společností Çalık Enerji v roce 2015, se nachází nedaleko Ovadandepe. Ahalská státní elektrárna (turkmensky Ahal Döwlet Elektrik Stansiýasy), která se nachází asi 9 km severovýchodně od Anau, s projektovaným výkonem 650 megawattů, byla postavena v roce 2010 pro napájení města Ašchabadu a v letech 2013 a 2014 rozšířena pro napájení olympijské vesnice.
| Výroba vybraných průmyslových výrobků v Ahalském regionu (2017–2019) | Výroba vybraných průmyslových výrobků v Ahalském regionu (2017–2019) | Výroba vybraných průmyslových výrobků v Ahalském regionu (2017–2019) | Výroba vybraných průmyslových výrobků v Ahalském regionu (2017–2019) |
| Rok                                                                  | 2017                                                                 | 2018                                                                 | 2019                                                                 |
| -------------------------------------------------------------------- | -------------------------------------------------------------------- | -------------------------------------------------------------------- | -------------------------------------------------------------------- |
| Elektřina v mil. kwh                                                 | 5 100,3                                                              | 5 219,7                                                              | 4 936,4                                                              |
| Plynový kondenzát v tis. tun                                         | 71,2                                                                 | 50                                                                   | 53,4                                                                 |
| Zemní plyn v mld. m3                                                 | 11,7                                                                 | 10,9                                                                 | 10,9                                                                 |
| Benzín v tis. tun                                                    | —                                                                    | —                                                                    | 74,5                                                                 |
| Minerální hnojivo v tis. tun (Základ NPK)                            | 89,2                                                                 | 92,8                                                                 | 81,8                                                                 |
| Cement v tis. tun                                                    | 1 131,3                                                              | 984,6                                                                | 733,3                                                                |
| Skleněný plech (standardní tloušťka 4 mm) v mil. m2                  | —                                                                    | 4,4                                                                  | 5,1                                                                  |
| Cihly v mil.                                                         | 36,4                                                                 | 38,2                                                                 | 31,6                                                                 |
| Bavlněná vlákna v tis. tun                                           | 60,7                                                                 | 33,6                                                                 | 60,8                                                                 |
| Bavlněná příze v tis. tun                                            | 20                                                                   | 19,6                                                                 | 21,6                                                                 |
| Bavlněná tkanina v mil. m2                                           | 25,9                                                                 | 23,8                                                                 | 31,8                                                                 |

### Vládní zařízení
Věznice v Ovadandepe se nachází přibližně 30 km severozápadně od G. Orazow adyndaky oba, sídla venkovské rady Ovadandepe (turkmensky Owadandepe geňeşligi). Pozemní stanice Národní kosmické agentury pro komunikaci se satelitem TurkmenÄlem-52E se nachází přibližně 6 km severně od hranice hlavního města Ašchabadu u dálnice P-1.

## Osobnosti
- Gurbanguly Berdimuhamedow
- Nurmuhammet Hanamow
- Berdi Kerbabajev
- Saparmurat Nijazov